# Liste der Kulturdenkmäler in Nanzdietschweiler
In der Liste der Kulturdenkmäler in Nanzdietschweiler sind alle Kulturdenkmäler der rheinland-pfälzischen Ortsgemeinde Nanzdietschweiler mit den Ortsteilen Dietschweiler, Nanzdiezweiler und Nanzweiler aufgeführt. Grundlage ist die Denkmalliste des Landes Rheinland-Pfalz (Stand: 6. September 2022).

## Einzeldenkmäler
| Bezeichnung                   | Lage                                                 | Baujahr | Beschreibung | Bild            |
| ----------------------------- | ---------------------------------------------------- | ------- | --- | --------------- |
| Quereinhaus                   | Dietschweiler, Hauptstraße 50 Lage                   | 1805    | Quereinhaus, 1805, Seitenflügel jünger | BW              |
| Protestantische Martinskirche | Dietschweiler, Kirchstraße 3 Lage                    | 1952–54 | Sandsteinquader-Saalbau, quadratischer Westturm, barockisierender Heimatstil, 1952–54, Architekt Hansgeorg Fiebiger, Kaiserslautern                                                     | Fotos hochladen |
| Mühle am Glan                 | Nanzdiezweiler, Hauptstraße 56 Lage                  | 1884    | sandsteingegliederter Putzbau, bezeichnet 1884; technische Ausstattung der 1920er und 1930er Jahre; Scheune, 1862, weitere Wirtschaftsgebäude                                           | BW              |
| Waschtreppe                   | Nanzdiezweiler, Hauptstraße, bei der Glanbrücke Lage |         | Waschanlage am Glan; zehn dreistufige Treppen, dazwischen quadratische Sockel | Fotos hochladen |
| Katholische Kirche Herz Jesu  | Nanzweiler, Von-der-Leyen-Straße 5 Lage              | 1907/08 | neugotischer Saalbau auf Bossenquadersockel mit kurzen Querarmen, Glockenturm mit Stufengiebeln, 1907/08, Architekt Wilhelm Schulte I., Neustadt an der Weinstraße, Erweiterung 1969–72 | BW              |